# Una fiesta veneciana (cuadro)
Una fiesta veneciana (en el original en italiano: Una festa veneziana) es un cuadro del pintor italiano Antonio Rotta, pintado en Venecia en 1872 al óleo sobre lienzo. Sus medidas son 172 x 106 cm.

## Descripción
Se representa una celebración popular veneciana, probablemente la fiesta del Redentor, con un alegre grupo en una góndola engalanada con follaje, farolillos y con toldo junto a una barca con músicos en la laguna de Venecia.

## Mercado del arte
En 2001, la obra se vendió por 158.000 dólares, mas las tasas de la subasta, en Londres a un coleccionista privado a través de la casa de subastas Sotheby's.

## Exhibiciones
- Exposición Universal de Viena (1873)[3]
- Una fotografía del cuadro (realizada por Carlo Naya) se encuentra en la Fondazione Musei Civici di Venezia[4]